# Deckenpfronn
Deckenpfronn là một thị xã nằm ở huyện Böblingen, thuộc bang Baden-Württemberg, Đức.